# Ориндж Варшава Оупън
Ориндж Варшава Оупън (на английски: Orange Warsaw Open) е професионален турнир по тенис, провеждан във Варшава, Полша.

## История
Ориндж Варшава Оупън е професионален турнир по тенис, част е от Международните серии на ATP тур в периода 2001-2008 г. Играе се на открити клей кортове.

## Финали
| Домакин | Година | Шампион           | Финалист       | Резултат                 |
| ------- | ------ | ----------------- | -------------- | ------------------------ |
| Варшава | 2008   | Николай Давиденко | Томи Робредо   | 6 – 3, 6 – 3             |
| Сопот   | 2007   | Томи Робредо      | Хосе Акасусо   | 7 – 5, 6 – 0             |
| Сопот   | 2006   | Николай Давиденко | Флориан Майер  | 7 – 6(7–5), 5 – 7, 6 – 4 |
| Сопот   | 2005   | Гаел Монфис       | Флориан Майер  | 7 – 6(8–6), 4 – 6, 7 – 5 |
| Сопот   | 2004   | Рафаел Надал      | Хосе Акасусо   | 6 – 3, 6 – 4             |
| Сопот   | 2003   | Гилермо Кория     | Давид Ферер    | 7 – 5, 6 – 1             |
| Сопот   | 2002   | Хосе Акасусо      | Франко Скилари | 2 – 6, 6 – 1, 6 – 3      |
| Сопот   | 2001   | Томи Робредо      | Алберт Портас  | 1 – 6, 7 – 5, 7 – 6(7–2) |